# Lávka Všudybud
Lávka Všudybud je železobetonová lávka pro pěší a cyklisty. Přemosťuje silnici I/50 s evropskou trasou E50 v Uherském Brodě v okrese Uherské Hradiště ve Zlínském kraji. Geograficky se nachází v pohoří Vizovická vrchovina.

## Popis a historie
Lávka Všudybud spojuje Slovácké náměstí se sídlištěm Olšava a byla postavena s cílem bezpečného spojení centra města s předměstím a napojení na místní síť cyklostezek. Společně s nedalekou lávkou Všezvěd je součástí integrované stezky pro pěší a cyklisty o celkové délce 583 metrů, která vede přes řeku Olšavu.
Lávka má délku 68,6 m, architektem díla je Zbyněk Ryška. Byla postavena v roce 2019 a slavnostně otevřena a posvěcena dne 27. června 2019. Má název podle literární postavy Všezvěd Všudybud ze známé knihy Jana Ámose Komenského, snad místního rodáka, Labyrint světa a ráj srdce. Lávka je celoročně volně přístupná.

## Výzdoba
Na západní straně přístupové cesty od jihu jsou umístěna dvě kamenosochařská díla. Sochy vznikly v rámci 7. ročníku tradičního kamenosochařského sympozia v roce 2018 a městu byly slavnostně předány v pátek 20. září 2019. Blíže Dělnické ulici je na západní straně stezky k lávce umístěna figurální socha Poutník od Petra Filipa, blíže lávce pak kamenná kompozice Fragment od Petra Stanického, architektonická skladba hmot v prostoru, kterou autor považuje za kus hradby skýtající průhled na město.

## Galerie

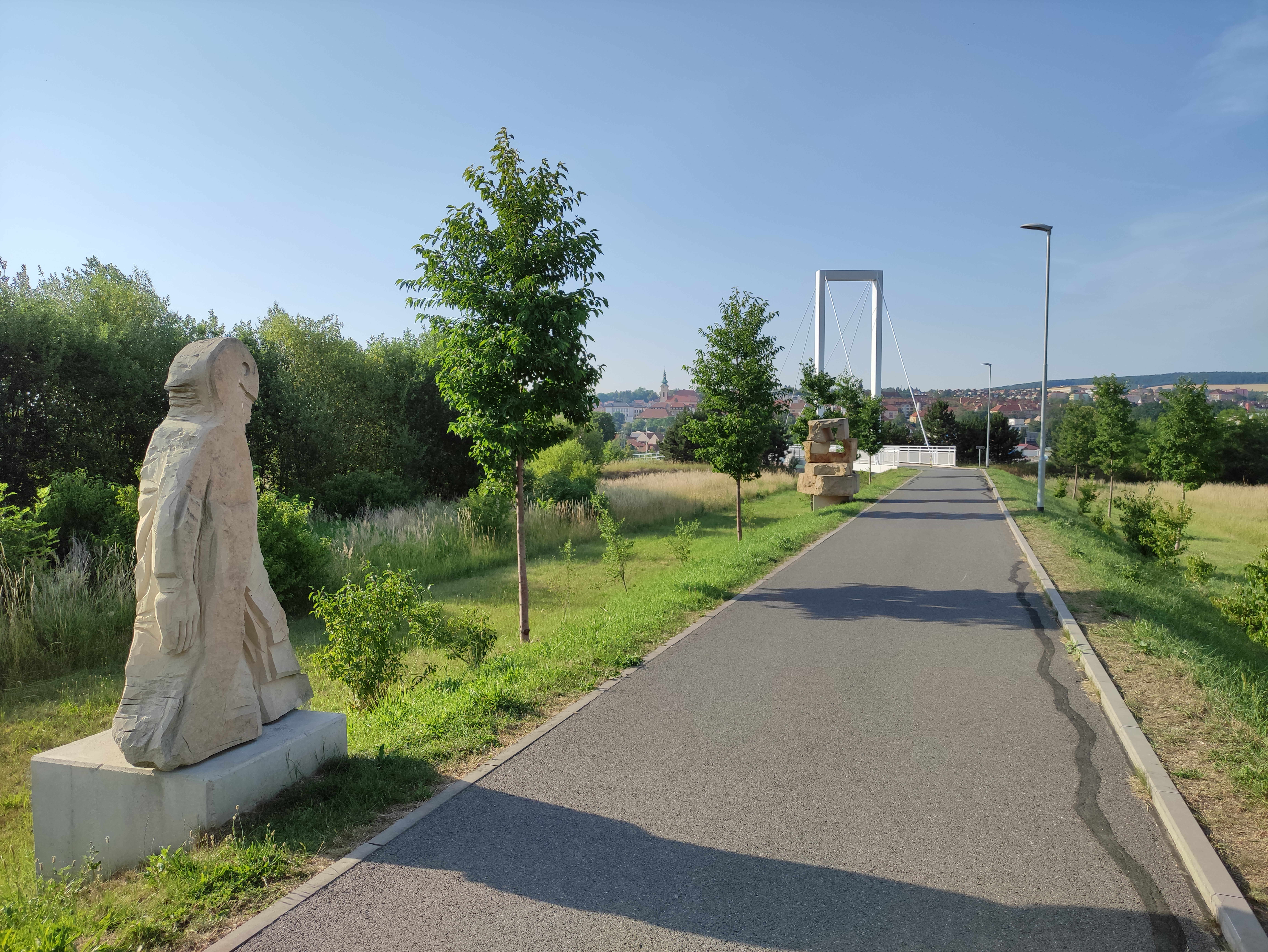
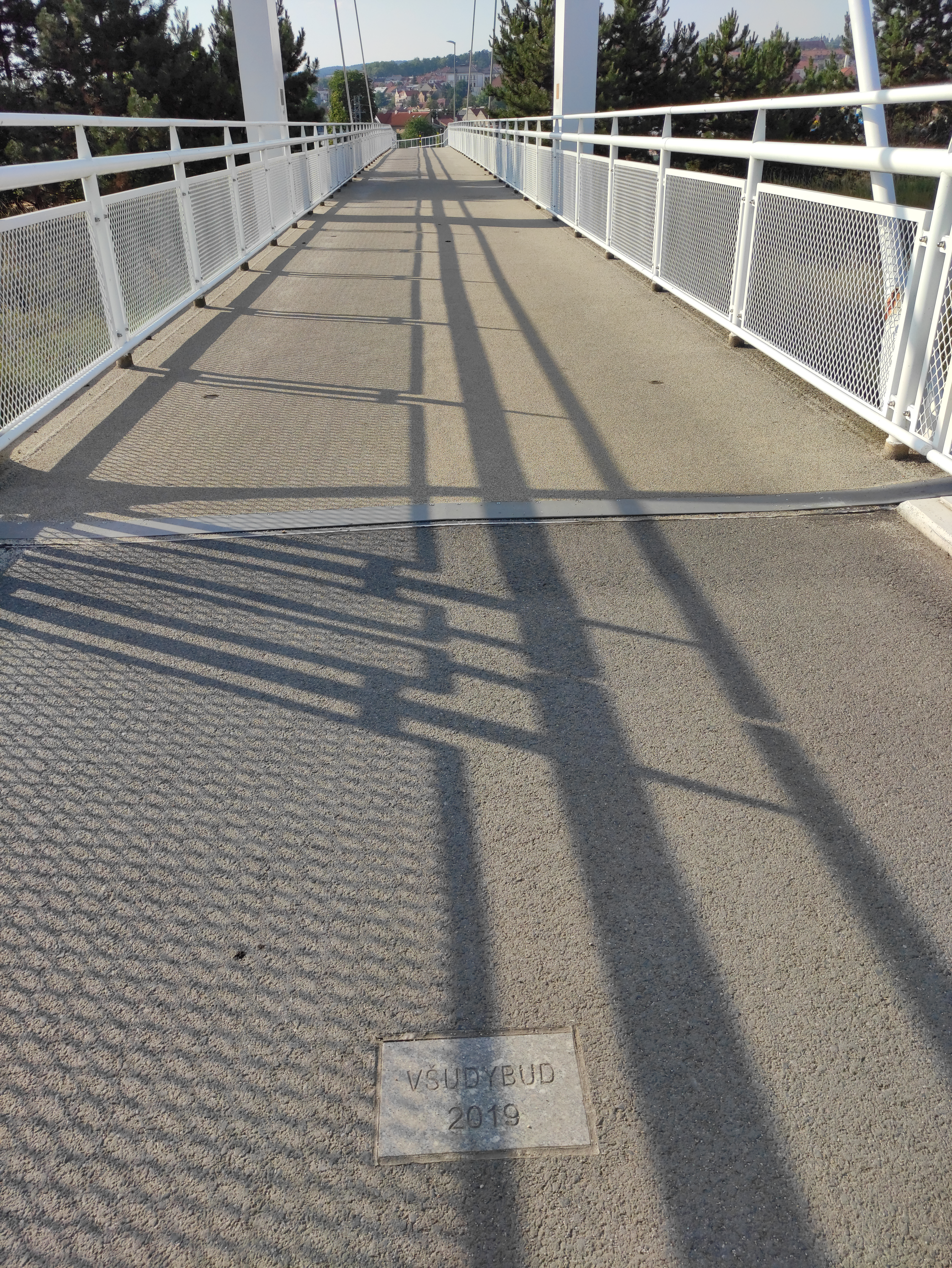
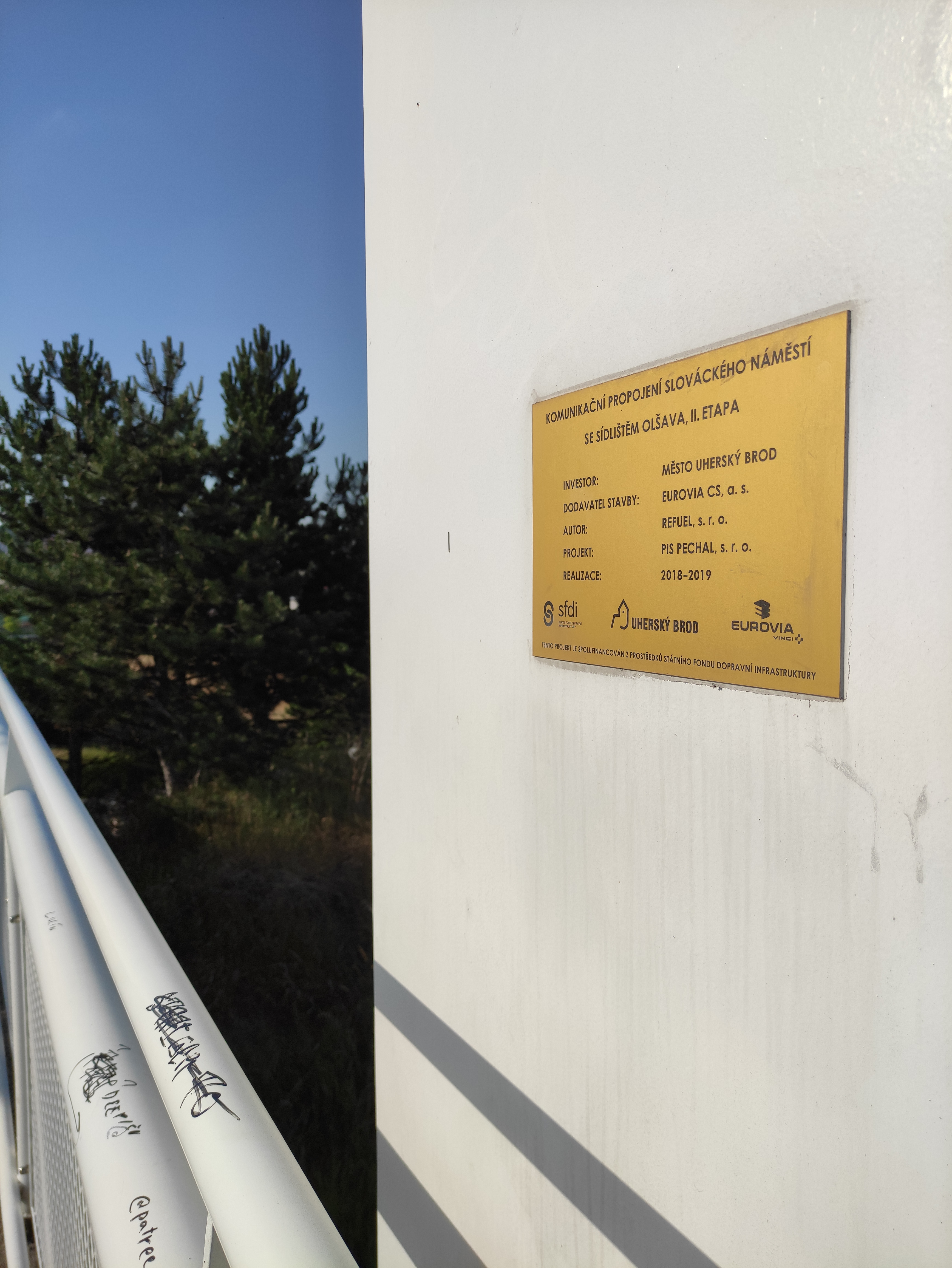